# Specialisatiejaar
Een specialisatiejaar is een leerjaar dat volgt op een afgeronde studie.
- Zo kan men in Vlaanderen na een diploma secundair onderwijs, behaald in het tso, kso of bso, nog een zevende specialisatiejaar volgen. In dat zevende jaar werkt men dan één aspect van de basisopleiding nader uit. Praktijk en stage nemen een belangrijke plaats in. Enkele voorbeelden:
  - auto-elektriciteit of diesel- en lpg-motoren na de studierichting autotechnieken.
  - kmo-administratie, toerisme, of immobiliënbeheer na een tso-afdeling in een handelsrichting.

Vanaf 2010-2011 werd het zevende jaar tso/kso omgevormd tot: Se-n-Se ("secundair-na-secundair"). Het kan vrij soepel ingericht worden: een gedeelte van de praktijkvakken mag buiten de school (in bedrijven of organisaties) worden gevolgd; er wordt een beroep gedaan op externe deskundigen.
- Het zevende specialisatiejaar in het bso behoort echter tot de eigenlijke secundaire opleiding, omdat men in het beroepsonderwijs het diploma secundair onderwijs pas behaalt ná het zevende jaar.
- Ook in het hoger onderwijs kan men in de vorm van een specialisatiejaar een bijkomende bekwaamheid verwerven. In de bachelor-masterstructuur is dat dan een banaba of een manama.